# Drei Herren (1998)
Drei Herren ist ein österreichischer Film des Regisseurs Nikolaus Leytner mit den Hauptdarstellern Karl Markovics, Karl Merkatz und Ottfried Fischer. Er wurde 1997 in Wanzenau, Gemeinde Gars am Kamp, in Niederösterreich, gedreht.
Gefördert wurde der Film unter anderem vom Österreichischen Filminstitut, dem Filmfonds Wien sowie dem ORF. Drei Herren kam im November 1998 in die österreichischen Kinos und erreichte etwas mehr als 100.000 Zuseher. Im Mai 2000 wurde der Film erstmals im ORF ausgestrahlt, im Februar 2001 erfolgte die deutsche Erstausstrahlung auf Sat.1.

## Handlung
Drei Insassen einer psychiatrischen Anstalt in Österreich sollen verlegt werden. Der Pfleger der Psychiatrie ermahnt vor der Abfahrt die drei Herren, dass ihm keine Beschwerden über sie zukommen sollen. Der Busfahrer erleidet während der Fahrt jedoch einen Herz-Lungen-Infarkt und lenkt den Bus in einen Straßengraben. Die drei Passagiere können entkommen und machen sich zu Fuß in ein nahegelegenes Dorf auf: Herr Dölken leidet seit Jahrzehnten an chronischer Schlaflosigkeit, wobei er Beispiele des Schlafes vieler Leute auf Tonband sammelt. Herr Ivo hat bei einem Autounfall seine Familie verloren. Er spricht nur gebrochen Deutsch und trägt stets einen Goldfisch in einem Glas und Ansichtskarten aus ganz Europa mit sich herum. Die Geschichte des dritten Ausbrechers, Sichel, bleibt im Dunkeln, denn er spricht kein Wort, hat eine Lupe bei sich und verzehrt nur seine Wurstsemmel. Herr Sichel schleppt auf seinem Rücken den ohnmächtigen Chauffeur mit sich herum.
Die drei tauchen einzeln in dem Dorf auf, und erregen so keine besondere Aufmerksamkeit. In diesem Dorf ist ständig ein sogenannter „Schlüsselmann“ unterwegs, der immer Türen auf und zusperrt. Herr Dölken dringt bei einer alten Frau, die gerade schläft, ein und will eigentlich nur Schlafgeräusche auf Tonband dokumentieren. Die betagte Frau Gstettner hält Dölken für ihren Sohn und glaubt, dass er aus dem Krieg heimgekehrt sei. Schnell nistet sich Dölken bei ihr ein. Herr Ivo betritt während eines Begräbnisses die Dorfkirche und lässt dabei ein entlaufenes Schwein mit sich mitgehen. Doch der Ministrant Wolfi lächelt Herrn Ivo zu. Ivo vergleicht auch die bescheidenen Bauten des Dorfes mit den majestätischen Bauwerken seiner Ansichtskarten. Herr Sichel begibt sich in das Wirtshaus, wo er das Gulasch für den Leichenschmaus entdeckt und verzehrt es mit Riesenappetit. Inzwischen haben die Gendarmen vom Ausbruch der drei Herren Dunst bekommen und treffen Kamilla, die Sichel durchs Fenster zusieht. Kamilla kann aber keine Auskunft über drei Ausbrecher geben. Danach freundet sich Kamilla mit Herrn Sichel an. Inzwischen hat der Leichenzug Schwierigkeiten beim Überqueren der Hauptstraße. Begraben wird der Tischler Rudi Giesshübl. Während der Leichenrede erkundigt sich ein Bub namens Fritz bei Ministrant Wolfi, der als Mutprobe die Reliquie der Dorfkapelle stehlen soll – Wolfi lehnt diesen Vorschlag ab. Das Begräbnis kann nicht beendet werden, da ein großer Regen kommt. Da Frau Gstettner befürchtet, dass sie von ihrem Sohn ins Heim eingewiesen werden soll, flüchtet sie mit Dölken in das luxuriöse Haus des toten Rudi Giesshübl – wobei Dölken allerdings nicht weiß, warum. Wolfi wird von Fritz dazu überredet, die Reliquie, den Finger des hl. Pankratius, aus dem Schrein zu entwenden. Schnell wird klar, dass die Einwohner des Dorfes weitaus größere psychische Probleme haben als die vermeintlich Geisteskranken.
Der Bürgermeister Gstettner (der wirkliche Sohn der alten Frau Gstettner) findet am Hof seine Mutter nicht vor und gerät außer sich. Er formiert nun in dem Dorf bereits eine Art Bürgerwehr, die bewaffnet Jagd auf die drei Ausbrecher macht – da jedoch niemand ihr Aussehen kennt, bleiben die drei weiter unentdeckt. Dölken, Ivo und Sichel leben nun friedlich im Haus des verstorbenen Rudi Giesshübl. Mitunter kommt der bewusstlose Chauffeur kurzzeitig wieder zu sich. Als die Dorfjugend mit der Jagd beginnen will, überreicht Wolfi Fritz den Reliquienfinger. Fritz steckt ihn ein. Wolfi fordert ihn kurz darauf wieder zurück, wobei der Finger zerbröselt. Wolfi muss nun allen Mut zusammennehmen, um rasch zu einem neuen Finger zu kommen. Dem Polizisten wird bei der Jagd irrtümlich ein Finger weggeschossen. Dieser wird von Ivos Schwein gefressen. Herr Ivo weiß auch bereits von dem kaputten Finger, denn Wolfi fragt ihn ständig nach einem neuen Finger, doch Ivo sagt nein. Wolfi will dem toten Rudi Giesshübl einen Finger abschneiden und öffnet das Grab, wird aber von Dölken erwischt. Kamilla zerrt Herrn Sichel an den Hof ihres Vaters, wobei Kamillas Vater ihn für den neuen Knecht hält. Während der Arbeit, die Sichel durchführt, fragt der Suchtrupp nach den drei Ausbrechern. Sichel behauptet stumm, dass er sie gesehen habe – wobei er selbst einer der drei ist. Sichel und Peter (der Truppführer) geraten in einen Kampf, den Kamilla bremst, indem sie behauptet, mit Peter ein Gspusi gehabt zu haben. Herr Dölken hat am Hof eine Schachtel mit Bierdeckeln entdeckt und ist begeistert davon. Er öffnet danach eine Vielzahl von Flaschen, um lauter gleiche Deckel zum Tauschen zu ergattern. Herr Ivo erzählt Wolfi den Unfall, den er mit seiner Familie hatte. Die Jagd nach den Ausbrechern scheint geglückt zu sein, weil die Bürgerwehr die falschen drei gefangen nimmt und sie an den Baum des Dorfplatzes bindet. Diese drei entpuppen sich als der Notar, dessen Assistent und Chauffeur. Der Notar trägt Rudi Gießhübls Testament der Gemeinde vor, wobei sich herausstellt, dass Frau Gstettner mit Rudi ein Liebesverhältnis hatte und sein Haus geerbt hat. Inzwischen werden Kamilla und Sichel beim Küssen erwischt, worauf ihr Vater sie in einen Weinkeller sperrt. Sichel macht Kamilla einen Heiratsantrag, den sie annimmt. Die alte Frau Gstettner verstirbt inzwischen und Herr Dölken trauert um sie, als ob sie seine Mutter gewesen wäre. Ihre Bestattung wird so gestaltet, dass ihr offener Sarg in den Bach gesetzt wird und bis in das Schwarze Meer schwimmen soll, da Frau Gstettner nie das Meer gesehen hatte. Kamilla und Sichel (von Kamilla „Bärli“ genannt) heiraten still und ohne Leute nachts in der Kapelle, doch Wolfi versteckt sich währenddessen hinter dem Altar. Seine Suche nach einem Finger endet damit, dass er die Kapelle in Brand setzt und von Ivo gerettet werden muss, da der Schlüsselmann die Tür versperrt hat. In der Hochzeitsnacht glaubt Kamilla, Bärli (Herr Sichel) hätte ihr ein kleines Feuer mit einem Glühwürmchen geschenkt, es ist aber die brennende Kapelle. Beim Löschen des Brandes vermuten die Dorfbewohner die drei Irren als Brandstifter. Am nächsten Morgen kommt der Chauffeur wieder zu sich und sammelt die drei ein. Der Bus ist wie ein Hochzeitsauto geschmückt und vor der Abfahrt spricht Herr Sichel erstmals ein Wort, indem er nach Kamilla ruft, da sie nicht kommt. Doch während der Fahrt springt sie an die hintere Leiter des Busses und Sichel ist glücklich. Bis sich die wahre Identität der drei Herren aufklärt, sind sie bereits in ein anderes Dorf weitergereist.

## Drehorte
Die dörflichen Szenen wurden weitgehend im Ort Wanzenau gedreht, das herrschaftliche Haus war aber Schloss Mühlfeld in Mühlfeld. Die Szene von der Abfahrt entstanden im Otto Wagner-Spital in Wien.

## Kritiken
„So wechselt Drei Herren fröhlich zwischen sentimentalem Aufarbeitungskitsch und dämlichem Klamauk, der nie dämlich genug ist, um gesellschaftliche Stereotypen zu gefährden. Zusammen mit einer belanglosen Regie ergibt das einen Film, der aussieht wie aus sonntäglichen Fernsehvormittagen. Solche Komödien mögen vielleicht manchen Österreicher aus reiner Nostalgie ins Kino locken, international läßt sich damit jedoch, gerade kommerziell, wohl kaum bestehen.“

„Das Ergebnis ist ein harmloser, unterhaltsamer Streifen, den man am besten mit dem Prädikat "liebenswürdig" charakterisieren kann. Als Komödie selbst läßt "Drei Herren" dramaturgisch einige Wünsche offen. Die Verbindung zwischen den witzig gemeinten Slapstickeinlagen und dem melancholischen Humor gelingt kaum und die Handlung zerfällt in Episoden, die sich bis zum Schluß zu keinem Ganzen verdichten. Dem stehen wiederum brillante Szenen mit Witz gegenüber, die zeigen, daß Nikolaus Leytner viel Gespür für filmischen Humor hat.“

„Wäre Drei Herren die Satire, die zu sein der Film den Anschein erweckt, gelängen ihm Schnappschüsse, die zumindest in Spuren an ländliche Wirklichkeit erinnern. Bedauerlicherweise aber erinnert dieser Film so nur an die zahlreichen Unfälle, die dem österreichischen Kino auf seinen Landausflügen widerfahren.“

## Auszeichnungen
Der Film erhielt den Publikumspreis des Goldenen Biber bei den Biberacher Filmfestspielen 1998.